# Ron Dennis
Pour les articles homonymes, voir Dennis.
Ron Dennis (né le 1er juin 1947 à Woking en Angleterre) est un homme d'affaires britannique qui a notamment dirigé McLaren Group et McLaren Racing, son écurie de Formule 1.  
Entre le début des années 1980 et le milieu des années 2010, remportant dix titres mondiaux des pilotes avec Niki Lauda (1984), Alain Prost (1985, 1986, 1989), Ayrton Senna (1988, 1990, 1991), Mika Häkkinen (1998, 1999) et Lewis Hamilton (2008) et huit titres constructeurs au cours de la même période. Il est l'un des principaux actionnaires du groupe, qu'il a fondé en 1985 avec son ancien partenaire, l'homme d'affaires franco-saoudien Mansour Ojjeh. Il a lancé la carrière de Lewis Hamilton, le prenant sous son aile dès ses treize ans, en 1998, avant de le faire débuter en Formule 1 en 2007. En juin 2017, Ron Dennis revend l'intégralité de ses parts et quitte la firme britannique.

## Biographie
Ron Dennis quitte l'école à l'âge de 16 ans pour exercer le métier d'apprenti-mécanicien dans un garage proche du circuit de Brooklands. Rapidement, il est intégré à l'écurie de Formule 1 Cooper, toujours en qualité de mécanicien. Affecté à la voiture du jeune espoir Jochen Rindt, il quitte Cooper pour Brabham en même temps que le pilote autrichien en 1968. L'année suivante, malgré le départ de Rindt pour Lotus, Ron Dennis reste chez Brabham, dont il devient le chef-mécanicien. 
Fin 1970, Ron Dennis quitte Brabham pour monter sa propre structure en association avec Neil Trundle, le Rondel Racing. Engagé dans le championnat d'Europe de Formule 2 en 1971, le Rondel Racing engage alors des Brabham privées pour des pilotes tels que Graham Hill, Tim Schenken ou encore Bob Wollek. En 1973, le Rondel Racing accède au statut de constructeur en concevant sa propre voiture, la Motul F2, du nom du principal bailleur de fonds de l'écurie. Tom Pryce, l'espoir gallois termine cinquième à Mantorp, puis se classe deuxième au Norisring. En 1974, Ron Dennis envisage de courir en F1 avec Pryce, et commande une étude à l'ingénieur aéronautique Ray Jessop. Mais en raison du choc pétrolier, l'équipe perd le soutien de Motul, et doit renoncer in-extremis à ce projet qui sera repris par Tony Vlassopoulo et Ken Grob sous le nom Token Racing.

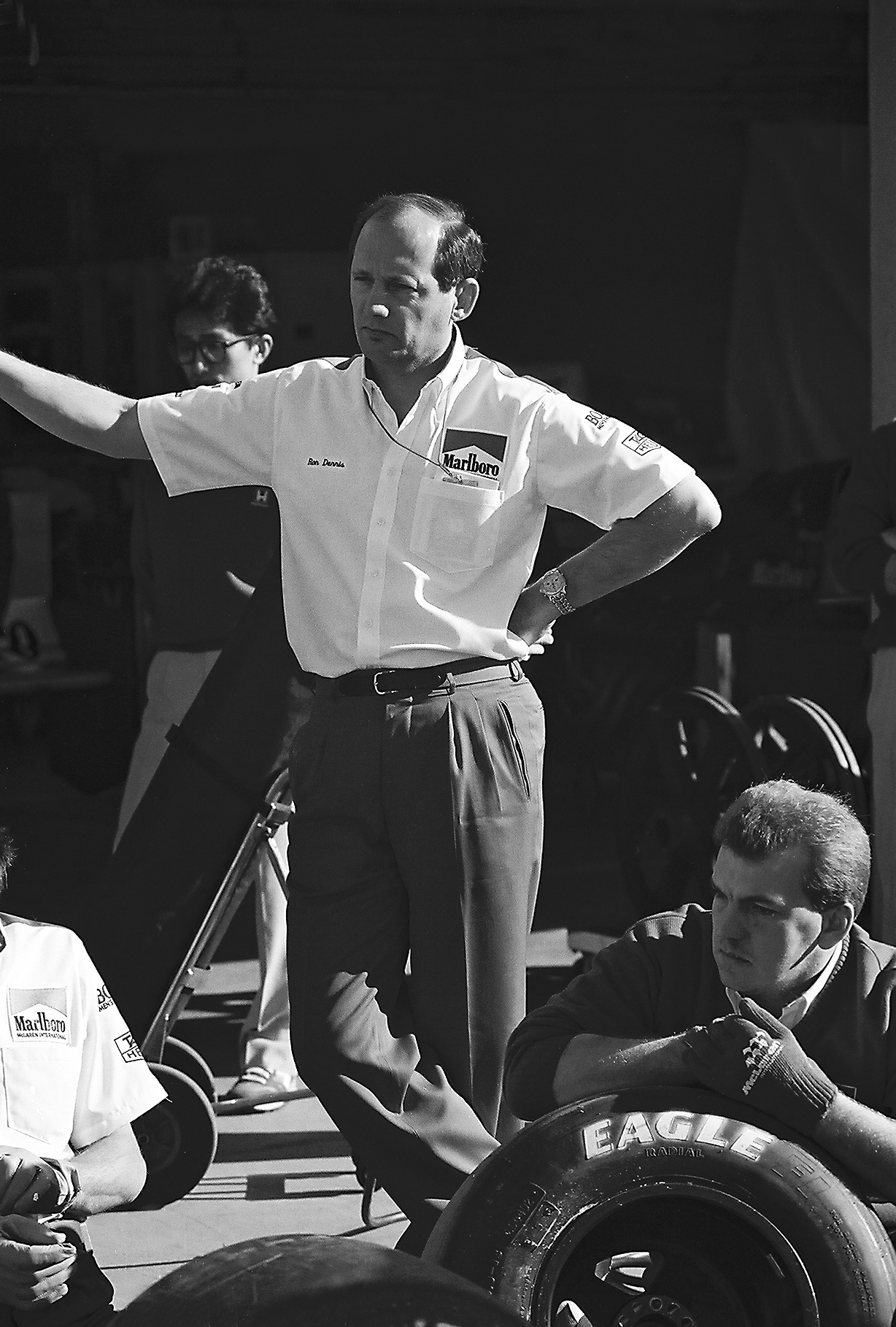
Ron Dennis au Grand Prix des États-Unis en 1991

Après avoir dirigé en 1974 pour le compte de Marlboro une écurie de Formule 2 à connotation équatorienne, Ron Dennis crée une nouvelle écurie de Formule 2 en 1975 : le Project Three (car après le Rondel Racing et le projet Motul, il s'agit de son troisième projet), puis en 1976, le Project Four, avec le soutien de Marlboro. Impliqué à divers étages du sport automobile, le Project Four ne tarde pas à acquérir ses lettres de noblesse et à asseoir la réputation d'excellence de Ron Dennis. En 1979 puis 1980, le Project Four remporte le championnat britannique de Formule 3 (avec Chico Serra puis Stefan Johansson), et en 1979, le Project Four remporte également le championnat PROCAR (une série qui opposait les pilotes de F1 sur des BMW en ouverture des GP) avec Niki Lauda. 
Ambitieux, Ron Dennis tente une nouvelle fois d'accéder à la Formule 1, et engage pour cela l'ingénieur britannique John Barnard, chargé de concevoir la première F1 de l'histoire en matériaux composites. Marlboro, qui par ailleurs est fort mécontent des résultats en chute libre de l'écurie McLaren en Formule 1, tente alors d'opérer un rapprochement entre le Project Four de Ron Dennis et l'équipe McLaren (dirigée par Teddy Mayer). Le mariage se concrétise en novembre 1980 et donne naissance au groupe McLaren International, dont Ron Dennis devient l'homme fort. C'est depuis cette fusion que le nom de code des châssis McLaren en Formule 1 débute par MP4 pour « Marlboro Project 4 ». Depuis que Marlboro ne sponsorise plus McLaren, c’est-à-dire depuis la saison 1997, MP4 doit plutôt être lu comme « McLaren Project 4 ».
Sous l'impulsion de Ron Dennis, l'équipe McLaren opère un spectaculaire retour au premier plan, et enchaîne les titres mondiaux des pilotes (Lauda en 1984, Prost en 1985, 1986 et 1989, Senna en 1988, 1990 et 1991) ainsi que des constructeurs, avec le motoriste Porsche (présent via le groupe d'investissement TAG, devenu actionnaire de McLaren), puis Honda. Il forme alors, avec le Mexicain Jo Ramírez, un duo respecté chez McLaren, qui doit notamment gérer la rivalité Prost-Senna.
En 1990, au plus fort de la domination des McLaren-Honda, Ron Dennis fonde McLaren Cars (devenu McLaren Automotive), une marque destinée à créer des voitures de route de très haut de gamme.
Après un passage à vide au milieu des années 1990, McLaren retrouve le chemin du succès grâce à son partenariat avec le constructeur allemand Mercedes-Benz qui motorise les monoplaces britanniques depuis 1995 et qui est actionnaire de McLaren à hauteur de 40 % depuis 2000. Avec Mercedes, McLaren a remporté le championnat du monde des constructeurs en 1998, ainsi que trois titres pilotes:  1998, 1999 avec Mika Häkkinen et 2008 avec Lewis Hamilton. De plus, depuis 1997, McLaren a remporté au moins une victoire chaque année, sauf en 2006, où l'écurie était néanmoins la troisième force du championnat.
Le 1er mars 2009, il cède à son bras droit Martin Whitmarsh, son poste de directeur de l'écurie McLaren afin de se concentrer sur ses responsabilités à la tête du McLaren Technology Group. En avril 2013, il devient un membre non-cadre du conseil d’administration, n'étant donc plus imputable des décisions et des actions de l’administration. Le 16 janvier 2014, McLaren Group annonce que Ron Dennis redevient directeur exécutif, remplaçant ainsi Martin Whitmarsh.
Sa position à la tête du McLaren technology Group est fragilisée au cours de l'année 2016 à la suite de divergences avec ses coactionnaires ; finalement Ron Dennis est forcé de démissionner de son poste au lendemain du Grand Prix du Brésil 2016. 
Le 30 juin 2017, McLaren Technology Group annonce que Ron Dennis a revendu l'intégralité de ses parts aux deux autres actionnaires, sans toutefois en préciser la répartition.

## Vie privée
Avant que leur séparation ne soit officialisée en février 2008, Ron Dennis a été marié pendant vingt-deux ans avec Lisa, avec laquelle il a eu trois enfants Arnaud, Jason et Peter Dennis. Lisa Dennis a publié, à la fin des années 1990, une série de livres pour enfants, Mac et Lauren, dont les histoires prenaient place dans le milieu du sport automobile.